# Schiermonnikoger Volkspartij
De Schiermonnikoger Volkspartij (SVP) was een politieke partij in de Nederlandse gemeente Schiermonnikoog. De partij werd op 15 november 1985 opgericht door Jan Klompsma. Deze was onafhankelijk raadslid nadat hij in december 1984 voor het lidmaatschap van Schiermonnikoogs Belang bedankte.
Van de ongeveer dertig op de oprichtingsvergadering aanwezige belangstellenden werden er 16 staande de vergadering lid van de nieuwe partij.
Bij de raadsverkiezingen van 1986 veroverde de SVP een van de zeven zetels.
Eind 1987 verliet de oprichter Schiermonnikoog.
Bij de raadsverkiezingen van 1990 veroverde de SVP wederom één zetel.
In 1992 zocht de SVP toenadering tot Schiermonnikoogs Belang en ging vervolgens weer op in de partij die zij zeven jaar daarvoor verliet.